# Багайдак
Багайдак — река в Кемеровской и Томской областях России. Впадает в Куербак в 13 км от устья по левому берегу. Длина реки — 25 км. На реке находится деревня Емельяновка.
В 8 км от устья по левому берегу впадает река Урбей.

## Данные водного реестра
По данным государственного водного реестра России относится к Верхнеобскому бассейновому округу,
 речной бассейн реки — (Верхняя) Обь до впадения Иртыша,
 речной подбассейн реки — Чулым,
 водохозяйственный участок реки — Чулым от в/п с. Зырянское до устья.
Код водного объекта — 13010400312115200021001.